# Wilton E. Hall
Wilton E. Hall (Starr, 1901. március 11. – Anderson, 1980. február 25.) az Amerikai Egyesült Államok szenátora (Dél-Karolina, 1944–1945).